# Margarita María
María Pilar López de Maturana, conocida como Margaríta María, (1884-1934) fue una religiosa española de la Orden de la Merced.
Margarita María, nombre que adoptó cuando tomó los hábitos, fue una "Madre Mercedaria" del convento de la Vera Cruz de Berriz (País Vasco, España) que abrió la Orden de la Merced a las misiones. Fue beatificada en la catedral de Santiago de Bilbao el 22 de octubre de 2006. El 16 de marzo de 1987 el papa Juan Pablo II firmó la declaración de sus virtudes heroicas y la proclamó venerable.

## Biografía
María Pilar López de Maturana nació en Bilbao, capital de la provincia de Vizcaya en el País Vasco (España), el 25 de julio de 1884. Tuvo una hermana gemela, Leonor, quien también fue monja pero en la Congregación de las Carmelitas de la Caridad-Vedruna.
En el año 1900, cuando tenía 16 años de edad, la mandan interna (para alejarla de un novio marino) al colegio que en el convento de la Vera Cruz de Berriz mantenía la Orden de la Merced. Tres años después, el 10 de agosto de 1903, ingresa en la orden con el nombre de Margarita María.  Pocos días antes su hermana Leonor había ingresado en el noviciado de las Carmelitas de la Caridad, de Vitoria.
Integrada en la clausura propia de la Orden de la Merced, se centró en el colegio y despertó su deseo de ser misionera que fue compartido por sus compañeras religiosas y a las alumnas, poniendo en marcha, desde el colegio de Berriz, diferentes “actividades misionales”: correspondencia con misiones, cuestaciones, conferencias de misioneros, etc. En 1920 se crea la asociación "Juventud Mercedaria Misionera de Bérriz".
En 1926 la congregación monacal de Berriz consigue permiso para abandonar temporalmente la clausura y llevan a cabo tres expediciones misionera, una en 1926 a  Wuhu (China), otra en 1927 a las islas Marianas y otra en 1928 a las islas Carolinas y a Japón en la que Margarita María se integró, hecha ya comendadora del convento.
En 1930 el convento solicita la transformación en instituto misionero dejando la clausura. Aceptada por toda la comunidad monacal, 94 religiosas, fue admitida por las autoridades religiosas, creándose instituto  Mercedarias Misioneras de Berriz.
En diciembre de 1933 escribía: 

El conocimiento de Jesucristo me absorbe y llena de gozo. Todo parece que contribuye, de un tiempo a esta parte, a esclarecer el misterio de la redención con todas sus derivaciones para mi alma y la Iglesia. Y es un gozo nuevo, cumplido, profundo, que me hace sentirme como radicada en una verdad profunda que da estabilidad a todo mi ser... Todo tiende alegremente a afirmarse en Dios Padre amorosísimo, que por su voluntad libérrima nos envía a su Hijo a redimirnos y a hacernos, por él, hijos suyos adoptivos...

Murió en San Sebastián, provincia de Guipúzcoa en el País Vasco (España) el 23 de julio de 1934 dos días antes de cumplir los 50 años después de una larga enfermedad.
El papa Juan Pablo II firmó la declaración de sus virtudes heroicas y la proclamó venerable el 16 de marzo de 1987 y fue beatificada el en la catedral de Santiago de Bilbao el 22 de octubre de 2006 por orden del Papa Benedicto XVI . Su hermana Leonor, que había muerto en Suipacha (Argentina) había muerto  el 28 de enero de 1931. Ella está en proceso de canonización.